# ネオファミ
ネオファミ（NEOFAMI）は、ゲームテックが2003年に発売したファミリーコンピュータ互換機。3600円程度で販売されている。任天堂のライセンス商品ではないが、既にファミコンの特許権は消滅していることから法的な問題はないと主張されている。

## ハードウェア

### 付属品
ディスクシステムは外部接続により使用可。
- コントローラ2個（連射機能・スロー機能搭載）
- ACアダプタ
- AV接続ケーブル